# 433 (číslo)
Čtyři sta třicet tři je přirozené číslo. Následuje po číslu čtyři sta třicet dva a předchází číslu čtyři sta třicet čtyři. Římskými číslicemi se zapisuje CDXXXIII a řeckými číslicemi υλγ.

## Matematika
433 je:
- Deficientní číslo
- Prvočíslo
- Nešťastné číslo

## Astronomie
- (433) Eros je planetka Amorovy skupiny, kterou objevil v roce 1898 Carl Gustav Witt

## Roky
- 433
- 433 př. n. l.